# Mörttjärnen (Vikers socken, Västmanland)
Mörttjärnen är en sjö i Nora kommun i Västmanland och ingår i Göta älvs huvudavrinningsområde.